# رجل في الظلام (فلم)
رجل في الظلام هو فيلم مصري عرض عام 1963، بطولة فريد شوقي وليلى فوزي، ومن إخراج حسن رضا.

## قصة الفيلم
فاز عبده في مباراة ملاكمة أجريت في بيروت، تعجب به ناهد كاظم فتعرض عليه توصيله بسيارتها الفاخرة هو ومدربه حسن فهي امرأة تسعى دائما اتخاذ ابطال الرياضة عشاق لها إلى أن تهدم قوتهم بالفسق وشرب الخمر، أدرك عبده ما تسعى إليه فاستقل أول طائرة وعاد إلى القاهرة لابنه سمير الذي يبلغ من العمر 10 سنوات حيث كان قد تركه في رعاية جارته ليلى لكن ناهد كاظم تبعته إلى القاهرة حيث يبدأ تدريجيا قضاء وقته معها في فسق ومرح ونسى جارته التي كانت بمثابة الأم لابنه منذ أن توفيت أمه ورفض الاستماع إلى نصائح مدربه خاصة وأن هناك مباراة ستجرى مع البطل علي حسن، بدات المباراة وحضرت ناهد بينما بقيت ليلى في المنزل تستمع إلى المبارة عن طريق المذياع وخسر عبده المباراة وهرب سمير من منزل ناهد حيث يعيش مع والده وعاد إلى ليلى حيث اعتبر أن والده عبده الوحش قد انتهى، أما ناهد فقد وجدت بطلا آخر غير عبده فبدأ يعود إلى رشده ووعيه وبدأ يتدرب تدريبا مكثفا إلا أنه سقط مريضا وأمره الطبيب بالراحة التامة إلا أنه استمر في التدريب رغم أنه مريض بالقلب وبدأت المباراة حيث حضرت ناهد في انتظار مولد بطل جديد وحضر سمير بعد أن وعده والده بالفوز وبالفعل فاز عبده على خصمه إلا أنه مات وفرح سمير بنجاح والده وخرج على رأس المتفرجين يهتف بإسمه، أما ليلى التي كانت تستمع إلى المباراة فقد أخذت تبكي على ضياع عبده بعدما وعدها بالزواج بينما خرجت ناهد مع البطل الثاني.

## طاقم التمثيل
- فريد شوقي: (عبده)
- ليلى فوزي: (ناهد كاظم)
- ليلى طاهر: (ليلى)
- نجوى فؤاد: (حسنية)
- حسن المليجي: (حسن المدرب)
- وجدي العربي: (سمير ابن عبده)
- قدرية قدري: (قدرية)
- سمير صبري: (صبري)
- محمود فرج: (فتحي)
- عبد العظيم كامل: (الطبيب)
- وفاء حلمي
- فتحية علي
- زينب جادو
- توفيق مظهر
- أحمد عبد الله
- سمير صبحي
- محمد سلمان

## فريق العمل
- إخراج: حسن رضا
- قصة وسيناريو: فريد شوقي
- حوار: بهجت قمر
- مدير التصوير: كمال كريم
- مونتاج: حسين عفيفي
- إنتاج: طنوس فرنجية
- توزيع: طنوس فرنجية
- توزيع خارجي: